# Wilton (Wilton and Lower Wylye Valley)
Wilton – miasto i civil parish w Anglii, w hrabstwie Wiltshire, w dystrykcie (unitary authority) Wiltshire (któremu dało nazwę), położone nad ujściem rzeki Wylye do rzeki Nadder, 5 km na zachód od miasta Salisbury. W 2011 roku civil parish liczyła 3579 mieszkańców.
Wilton jest wspomniana w Domesday Book (1086) jako Wiltone/Wiltune. Od XVII wieku Wilton jest ważnym ośrodkiem produkcji dywanów.